# Tauraco erythrolophus
Tauraco erythrolophus е вид птица от семейство Туракови (Musophagidae).

## Разпространение
Видът е разпространен в Ангола.